# 桂・ハリマン協定
桂・ハリマン協定（かつら・ハリマンきょうてい、英語: Katsura-Harriman Agreement）または 桂・ハリマン仮協定（かつら・ハリマンかりきょうてい） とは、1905年（明治38年）10月12日に東京で桂太郎首相とアメリカの実業家ハリマンとの間にかわされた東支鉄道南部支線 (長春－旅順間、南満洲鉄道) 経営のためのシンジケート組織に関する予備協定覚書の俗称。外交資料では「桂・ハリマン間満州鉄道に関する予備協定覚書」「一九○五（明治三十八）年十月十二日 - 千九百五年十月十二日附桂伯爵（日本政府ヲ代表ス）及「ハリマン」氏（自己並ニ組合者ヲ代表ス）間予備協定覚書」。
日露戦争後の1905年10月、総理大臣桂太郎と「鉄道王」と呼ばれたアメリカ合衆国の企業家、エドワード・ヘンリー・ハリマンとの間に交換された覚書で、満鉄経営のためのシンジケート組織とその共同所有を約束した。しかし、ポーツマス講和会議から帰国した外務大臣小村寿太郎の強い反対により破棄された。小村による予備協定破棄については、満洲南部における日本の拠点を守った「英断」であったという見解もあれば、歴史的な「愚挙」であったという見解もある。

## 経緯

### ハリマンの来日と予備協定の締結
日露戦争の勝利により、日本は旅順 - 長春郊外寛城子間の鉄道（南満洲鉄道）と、これに付随する炭坑の利権をロシア帝国より獲得し、そのことは1905年9月5日調印のポーツマス条約にも明文化された。しかし、伊藤博文、井上馨らの元老や第1次桂内閣の首相桂太郎には、戦争のために資金を使いつくした当時の日本に、莫大な経費を要する鉄道を経営していく力があるかについては自信がもてなかった。そのため、講和条約反対で東京に暴動のきざしがみえるなか、日露戦争中の外債募集にも協力したアメリカの企業家エドワード・ヘンリー・ハリマンが1905年8月に来日した際、これをおおいに歓待した。
ハリマンは、日本銀行の高橋是清副総裁と大蔵次官の阪谷芳郎の意を受けたロイド・カーペンター・グリスカム駐日アメリカ合衆国公使の招きによって、自身の娘をともない、クーン・ローブ商会のジェイコブ・シフらとともに来日した。ハリマン一行がニューヨークを出発したのが8月10日、サンフランシスコを経由して横浜港に到着したのが8月31日であり、外相の小村寿太郎がポーツマス講和会議全権として渡米中のことであった。ハリマンを招いた日本側の事情としては、金融担当者のなかに、近い将来、日本が正貨危機に陥ることは必至だとの観測があったことが挙げられる。ハリマン一行が宿泊したのは、日比谷公園に隣接する帝国ホテルであった。
ハリマン一行は、大蔵省・日本銀行・横浜正金銀行などの職員に出迎えられ、銀行関係者が設けた歓迎の晩餐会に出席したのち、9月1日に東京に入ってからは連日、伏見宮博恭王、桂首相、曽根荒助蔵相、井上馨、渋沢栄一、岩崎弥之助らのもてなしを受け、9月4日にはグリスカム公使主催の大園遊会、5日には曽根蔵相による晩餐会が盛大に開かれた。5日は、ポーツマス条約調印日にあたっており、晩餐会の帰途、ハリマン自身は怪我はなかったものの投石を受け、翌9月6日に予定されていた華族会館での歓迎会は中止された。なお、これに先立ち、ハリマン財団と関係の深かった三井合名会社はハリマン一行の歓迎会を計画しており、その席で日本武術を披露する企画を考えていた。この企画について、益田英作を通じて協力賛助を依頼されていた内田良平は「思ふ所あつて之を快諾」している。そして、内田良平が慶應義塾柔道部から選抜された部員を相手に柔道の妙技を、父の内田良五郎は杖術と薙刀の型を、中山博道が居合と剣術の型をそれぞれ演じることとし、5日午後1時からは予行演習がなされた。6日午後1時から日比谷の三井集会所で歓迎会が開かれ、内田父子や中山博道らは日本武術の妙技をハリマン一行に披露している。一方、9月5日から6日にかけて日比谷公園に集まった群衆は3万人におよび、市内各所の交番・派出所が襲撃され（日比谷焼打事件）、9月6日には首都に戒厳令が布かれた。9月7日、ハリマン一行は日本鉄道が提供した特別列車で日光へ向かった。そして、首都での暴動が鎮まったのち、東京に戻り、明治天皇に拝謁した。
ハリマン一行の来日の目的は、世界を一周する鉄道網の完成という遠大な野望のために、南満洲鉄道さらには東清鉄道を買収することであった。ハリマンは、日本の財界の大物や元老たち、桂首相らと面会した際、日本はロシア帝国から譲渡された南満洲鉄道の権利を、アメリカ資本を導入して経営すべきだと主張し、アメリカが満洲で発言権を持てば、仮にロシアが復讐戦を企ててもこれを制止できると説いた。9月12日、彼は日本政府に対し、1億円の資金提供と引きかえに韓国の鉄道と南満州鉄道を連結させ、そこでの鉄道・炭坑などに対する共同出資・経営参加を提案した。日本は鉄道を供出すれば資金を出す必要はなく、所有権については日米対等とはするものの、日露ないし日清の間に戦争が起こった場合は日本の軍事利用を認めるというものであり、南満洲鉄道を日米均等の権利をもつシンジケートで経営しようというものであった。
ハリマン提案は、具体的には、
1. 日本内地の鉄道を合同し、標準軌化する工事に出資する[注釈 8]。
2. 東清鉄道南支線（南満洲鉄道）について、日本と共同出資する
3. 満洲における炭坑経営や鴨緑江森林事業への経営に参画する
4. 韓国鉄道と北清鉄道とを接続する

という包括的な内容であった。また、両当事者の仲介役としては、お雇い外国人で日本外務省の外交顧問であったヘンリー・デニソンが、通信の仲介には日本興業銀行の添田寿一総裁があたることなどが取り決められた。
この提案を、日本政府は好意的に受け止め、元老の伊藤、井上、山縣有朋はこの案を承認、桂太郎首相は南満洲鉄道共同経営案に限って賛成した。ハリマンの提案が好意的に受け止められた理由は、ハリマンの売り込みの手腕もさることながら、「満州鉄道の運営によって得られる収益はそれほど大きくなく、むしろ日本経済に悪影響を与える」という意見が大蔵省官僚・日銀幹部の一部に根強かったためであり、「ロシアが復讐戦を挑んできた場合、日本が単独で応戦するには荷が重すぎる」という井上馨の危惧もその一因であった。なお、陸軍では山縣有朋や田中義一ら満洲経営消極論者が多数を占め、積極論者は児玉源太郎ら少数にすぎなかったのでハリマン提案には反対しなかった。
9月13日、日本政府の手ごたえを感じたハリマン一行は、清国・韓国の観光を兼ねた南満洲鉄道の実情視察のため東京から神戸に移り、そこから朝鮮半島・満洲地方へと赴いて各地で日本官憲の歓迎を受け、10月8日、再び東京に戻った。

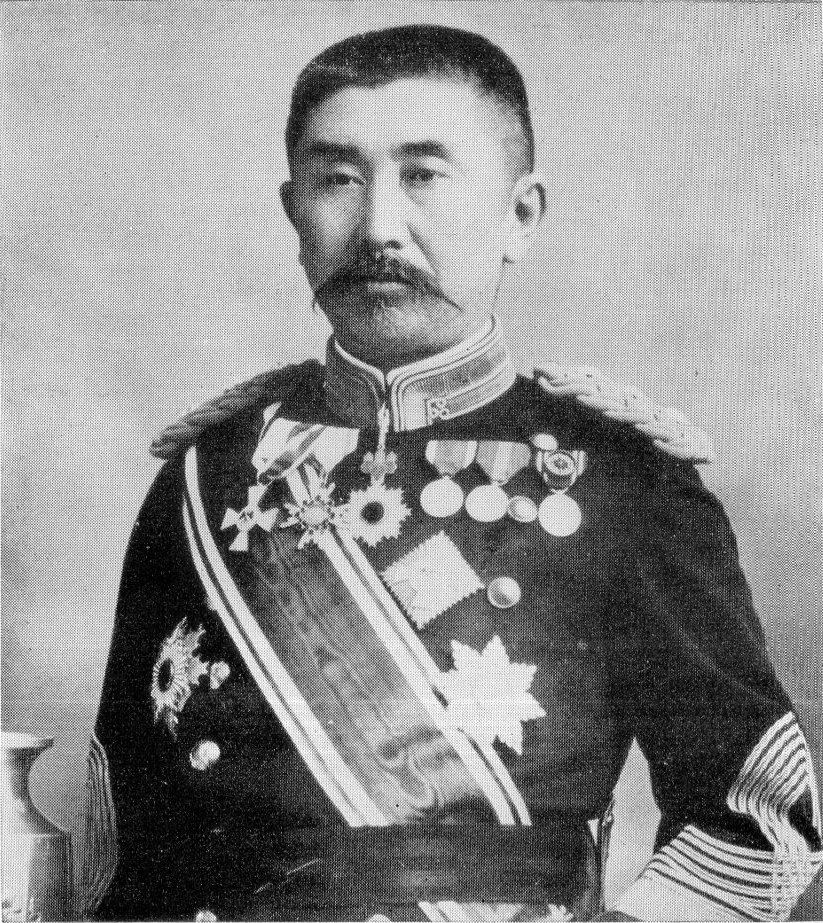
大浦兼武

一方、逓信大臣の大浦兼武は最初から協定の締結に反対した数少ない閣僚の1人である。大浦は桂、伊藤、井上らにハリマンの提案を受け入れないよう説得して回り、これらはいずれも失敗に終わったが、仮協定締結前日の10月11日、彼の最後の努力が結実した。大浦は協定を締結する前に小村に諮問すべきであると桂に力説し、桂もそれを受け入れたのである。大浦は続いてハリマンの説得のため、部下の平井晴二郎（鉄道作業局長官）を彼のもとに派遣した。平井はハリマンを訪れ、「日本人は日比谷焼打事件などの暴動をもってポーツマス条約への不満を示した。ここで今回の協定が公表されたら、このような社会不安は再燃するに決まっている。しかも、今回は制御が利かなくなる（beyond point of control）」と述べ、ハリマンには、いったん帰国して本協定締結のため再来日するよう説得した。ハリマンは日比谷焼打事件を目撃していたため、平井の説得に納得した。桂太郎はハリマン帰米直前の10月12日、仮契約のかたちで予備協定覚書を結んで、本契約は小村が帰国したのち、外交責任者である小村の了解を得てからのこととした。
ハリマンの提案にもっとも賛成した人物は元老井上馨であり、これに同調したのが当時財界の世話役的存在であった渋沢栄一であった。三井財閥の顧問でもあった井上馨は、南満洲鉄道を日米共同で出資・管理し、南満洲一帯の日米共同勢力範囲化の構想を提唱していた。日本の財界は、日本の経済力では下関条約によって割譲された台湾と第二次日韓協約によって保護国化した大韓帝国への進出で手いっぱいと考え、満洲経営までは手を広げる自信をもてず、満洲はむしろ日本の重荷になるのではないかという悲観的な見通しに立っていたのである。

### 小村の帰国と予備協定の破棄

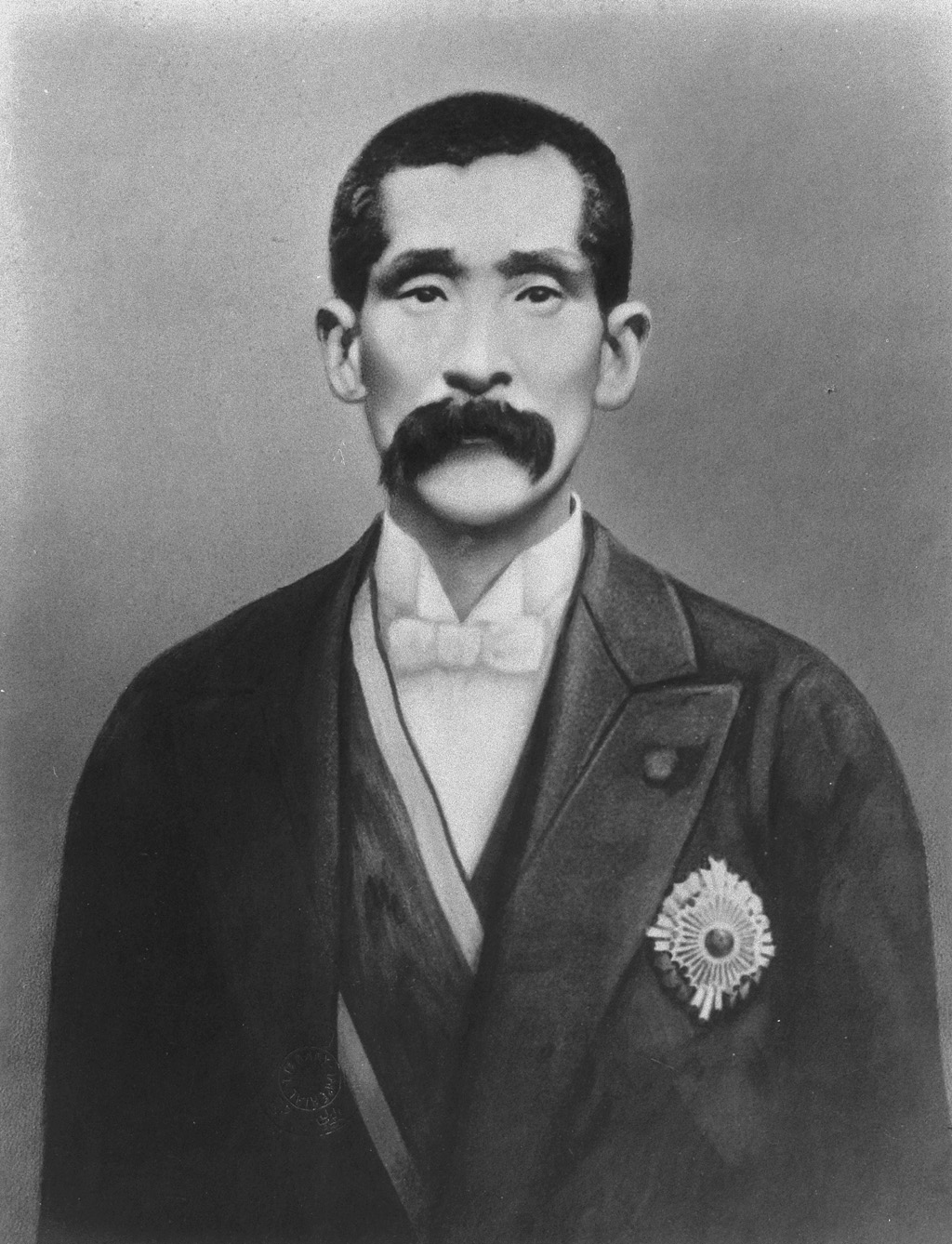
小村寿太郎

一方、小村寿太郎はポーツマス条約を調印した翌日の9月6日、ニューヨークで肺尖カタルに罹って体調をくずし、その治療に専念していた。健康がある程度回復したとみられた9月27日、アメリカ東海岸を発ち、バンクーバーを経由して日本に帰国した。外務省政務局長の山座円次郎ら日本全権団随員は、条約調印書などを帯有したうえで小村より一足先に帰国した。
日本に帰る船内において小村は「韓満施設綱領」を執筆し、日露戦争とポーツマス条約によって韓国は日本の主権範囲、満洲南部は日本の勢力範囲に帰して日本はアジアに所領をもつ大陸国になったという情勢判断にもとづき、その後の韓国・満洲政策の指針とした。すなわちそれは、南満洲鉄道と長城以南やシベリア鉄道との連絡を図り、日本国内の鉄道標準軌化や関門海峡への架橋といったインフラ整備をこれにリンクさせることによって極東地域の物流ネットワークの中枢を神戸を中心とする関西地域ないし韓国の馬山あたりに移動させるという大がかりな大陸国家構想を含んでいた。
小村寿太郎が、ハリマン協定の存在を知ったのは、小村を乗せたエンプレス・オブ・インディア号が横浜港に入港した10月16日のことであったといわれる。奇しくもそれは、横浜からハリマン一行を乗せたサイベリア号がサンフランシスコに向けて出港したのと入れ違いであった。横浜入港直後、山座円次郎政務局長が小村の船室に鍵をかけ、彼に事の一部始終を説明した。それに対し、小村はこう述べたという。
小村としては、苦労して調印にこぎ着けたポーツマス条約のなかで、日本が獲得した数少ない経済利権のひとつが南満洲鉄道だったのであり、よりによってそれを外国に半分権利を譲ってしまうのは信じがたい愚行だと思われた。小村は外交官生活のかなり初期の段階から満洲の重要性を認識していた。本多熊太郎著『魂の外交』によれば、小村はすでに日清戦争直後から長春に注目していたという。当時はまだ、満洲に鉄道がなく、わずかな商店街があるだけであり、ロシアが進出して以降にわかに注目されるようになるが、小村はそれ以前からこの地が日本にとって重要な場所になると考えていたのである。小村がハリマン提案に反対した理由の一つは、小村が井上馨などと違って満洲での鉄道経営は収益性が高く、日本の国益につながると考えていたためであり、もう一つは、外債募集のため渡米していた金子堅太郎の情報によって、ハリマンのライバルであるモルガン系の企業から多額の融資を受ける目途が立っていたためであった。日本経済の脆弱性を知っていた小村は、こうした事態もある程度予期して、打つべき手を打っていたのである。

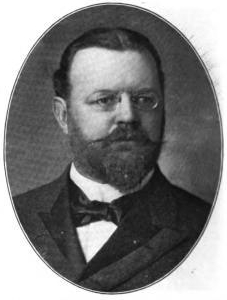
画家でもあったS･M･ルーズベルト

具体的には、1905年9月初旬、金子が旧友サミュエル・モンゴメリー・ルーズベルト（米大統領セオドア・ルーズベルトの親戚）の訪問を受け、モンゴメリー･ルーズベルトは金子にハリマン訪日の目的を教えた後、南満洲鉄道は日本独自で運営すべきと助言し、「もし貴国政府にして、南満洲鉄道を自ら経営するの決心を有せらるるならば、余は財政的に貴国の政府を援助することができる。余は既に五個のニウヨーク銀行の頭取連と相談しその承諾を得ている。日本政府にして該鉄道を自己の手にて経営せらるるならば、かれ等は同鉄道修理再興のため、喜んで三、四万円の金額を年五分五厘の利息にてお貸しするであろう。しかしこれ等の資本家達はそれに唯一の条件を附している。それは貴国政府がレール、汽鑵車及び車両はアメリカの工場より買入れられんことである」と述べ、借款の条件は「米国で鉄道設備（railroad equipment）を購入する」というハリマンの条件よりも軽いものとした。金子が「大統領ルーズベルトは該案をいかに思考せらるるやを知りたい。貴下は大統領とも相談なされしや」と問うと、モンゴメリー･ルーズベルトは「余は昨日ワシントンに赴き、この件に関し大統領と面会した。かれは該案に賛意を表し十二分の支持を与えんことを約した」と返答した。このような背景があったため、小村は帰国後の閣議で南満洲鉄道に必要な5千万から1億円の資金をハリマンに頼らなくても別の方法で工面できる、という発言が可能になったのである。
小村は帰国直後の3日間各所をまわり、ハリマン提案には断固反対であり、桂や元老たちがこれを受けたのは軽率であったと反省を求めつつ、その撤回を説得して歩いた。形式論からすれば、ポーツマス講和条約の規定によって南満洲鉄道の日本への譲渡は清国の同意を前提とするものであり、その点からしても、桂・ハリマン協定は不適切であるということを強調した。すなわち、清国の承認を得て確実に日本のものとならない以上、その権利を半分譲るなどということはできかねるという論理を小村は持ち出したのである。
小村の見解に桂らも納得し、10月23日の閣議において破棄が決定した。小村の報告により、ハリマン=クーン・ローブ連合のライバルであるモルガン商会から、より有利な条件で外資を導入することができ、アメリカ資本を満洲から排除しようと考えていたわけではなかったことが判明し、伊藤・井上らの元老や大蔵省・日銀など財務関係者も破棄を受け容れたのである。正式な契約書を交わす前であったところから、日本政府はアメリカ合衆国の日本領事館に打電し、ハリマン一行の乗った船がサンフランシスコの港に到着するとすぐに覚書破棄のメッセージを手交するよう手配した。サンフランシスコ総領事の上野季三郎は、サイベリア号に乗り込み、覚書中止（suspend）のメッセージをハリマンに手渡した。ハリマンは次いで、桂首相代理として仲介役添田寿一からの覚書取消の婉曲な申し込みを記した長電に接した。
小村はアメリカから帰国してわずか2週間後の11月6日、ポーツマス条約の決定事項を承認させるため清国に向かい、11月17日からは北京会議に臨んだ。日本側全権は小村寿太郎と駐清公使内田康哉、清国側は欽差全権大臣慶親王奕劻を首席全権とし、外務部尚書の瞿鴻禨、直隷総督の袁世凱が全権となって交渉に臨んだ。小村・内田の実質的な交渉相手は袁世凱であった。清国は日露開戦直後、内田駐清公使からの勧告などもあって、1896年の露清密約（李鴻章・ロバノフ協定）によってロシアとの間に攻守同盟が結ばれていたにもかかわらず、中立を声明していたため、元来、ポーツマスでなされた清の頭越しのロシア利権の日本への譲渡を認める気は全然なかった。したがって交渉はポーツマス会議以上に難航し、満洲善後条約（北京条約）が結ばれたのは12月22日のことであった。小村は、この条約において露清条約から引き継いだ鉄道利権の条項の遵守を盛り込むよう図り、その結果、南満洲鉄道には日本人と清国人以外は関与できないこととなった。また、ロシアから譲渡された鉄道沿線に日本が守備隊を置く権利を清国に認めさせた（のちの関東軍）。
1906年1月、日本政府はハリマンに仮協定の破棄を正式に通知した。一方のハリマンは、この協定破棄を不服として、在米特使の高橋是清を通して撤回を要求している。ハリマンは高橋に対し、「いまから十年のうちに日本は、米国との共同経営をしなかったことを悔いる時が来るであろう」と語ったといわれる。

## 『ハリマンの極東計画』
ハリマン提案から小村寿太郎によるハリマン仮協定撤廃までの経緯は、外務省『小村外交史』によれば「言わば闇から闇に葬られたもの」であり、当事者以外にはほとんど知られていなかった。これが広く知られるようになったのはジャーナリストのジョージ・ケナン（外交官として有名なジョージ・ケナンの叔父）によって米亜協会の機関誌『亜細亜』1917年5月号に掲載され、さらに同年、カントリーライフ社から『ハリマンの極東計画（E. H. Harriman's Far Eastern Plans.）』という書籍が出版されて以降のことである。
E・H・ハリマンは、アメリカが将来的に太平洋において通商上の覇権を掌握することを求め、太平洋、日本、満洲、シベリア、ヨーロッパ、大西洋を連結する世界一周の交通ネットワークを確立してユーラシアの商業権をアメリカが一手に握る遠大な計画を立てた。そして、その手始めに南満洲鉄道の経営に参画し、さらには東清鉄道やシベリア鉄道の買収も考慮する算段を立てたのである。
ハリマンは、桂との仮協定が廃案になってからも自身の計画を諦めなかった。1906年春にはクーン・ローブ商会のジェイコブ・シフが再来日してハリマン提案の復活を運動した。さらに、シベリア鉄道および東清鉄道の買収についてもロシア政府との交渉を続けたが、1909年9月、ハリマンとも縁の深かったウィラード・ディッカーマン・ストレイトが錦璦鉄道（錦州・璦琿（現、黒河市）間鉄道）敷設権を獲得する直前に急逝した。

## 影響

### 英米の対日姿勢の変化

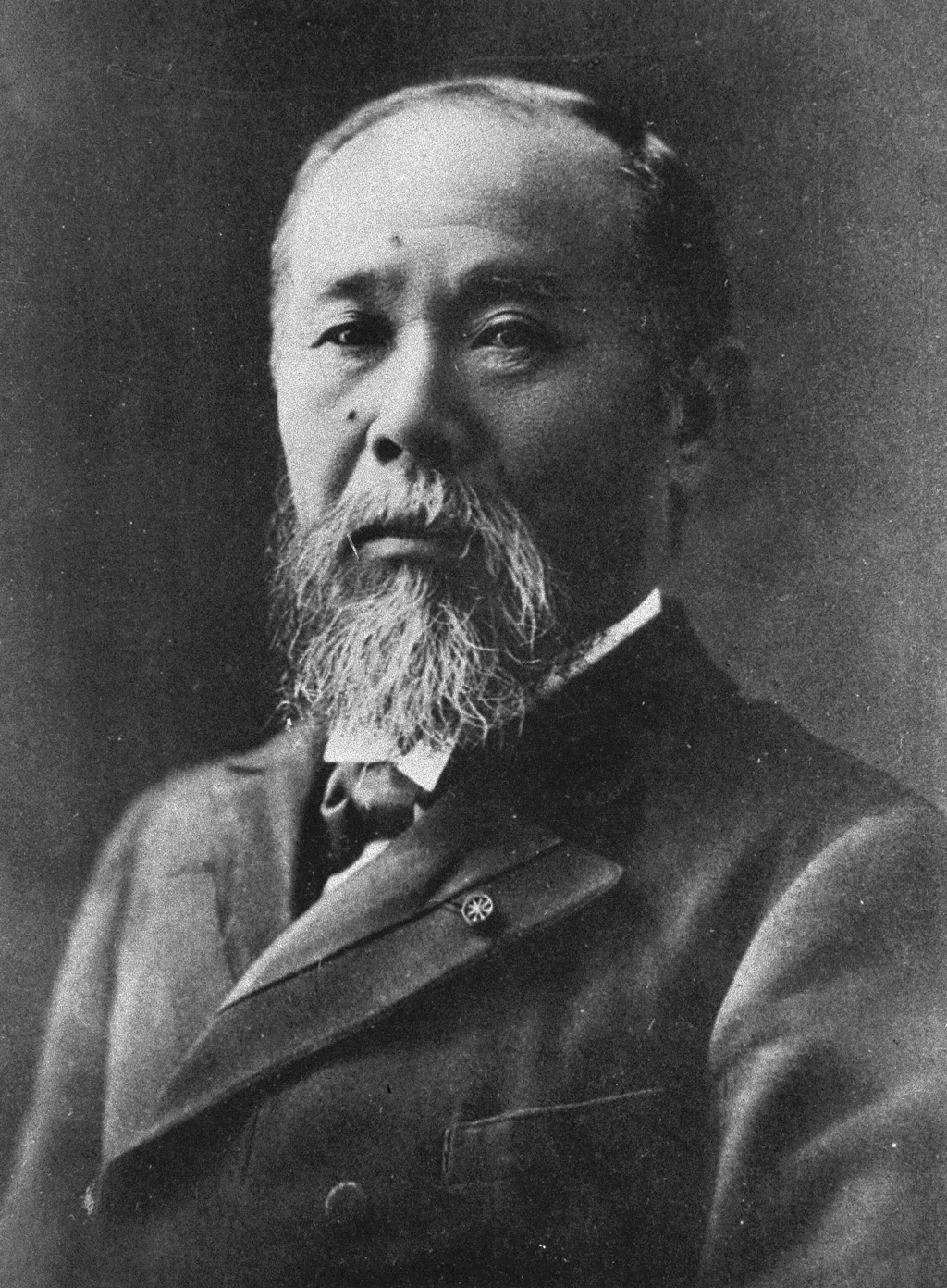
伊藤博文

韓国の保護国化については、桂・タフト協定によってアメリカの、第二次日英同盟によってイギリスの、ポーツマス条約によってロシアの承認を得ており、列強は朝鮮に対する日本の行動の自由を認めるに至ったが、満洲に対しては異なる考えを持っていた。とくに英米は、満洲をロシアから開放するために、日露戦争では日本を支持し、日本の朝鮮支配を承認した面があるのでなおさらであった。そしてまた、英米の満洲に対する輸出額は日本のそれよりもはるかに大きかったので、両国資本もまた満洲市場に対しては関心を寄せていたのであり、ハリマン提案はその具体的な現れであった。対する日本は、列強の中国分割という情勢のなかで苦労して手に入れた満洲南部を勃興期の日本資本主義のために独占したいという思いを次第に強めていったが、その経営の原資を外資にたよらなければならない事情をかかえていたので、それを正面切って主張するわけにもいかなかった。
1906年3月、日本は満洲で門戸開放を実行していないのではないか、あるいはロシアの支配にあったときよりむしろ閉鎖されているのではないかという正式な抗議がイギリス（3月19日）、アメリカ（3月26日）の両国よりもたらされ、注意を呼びかけられた。特に駐日イギリス公使のクロード・マクドナルドは直接伊藤博文に厳しい内容の書簡を送っている。
日本軍は撤兵期限ぎりぎりまで満洲に軍政を布き、日本の勢力を同地に植え付けようとしていた。英米の抗議に対しては、1906年5月22日、両国との関係悪化を憂慮した伊藤博文が中心となって元老、閣僚、軍部首脳などを集めて首相官邸で「満洲問題に関する協議会」を開催した。このとき、陸軍参謀総長の児玉源太郎は「兵力の運用上の便利を謀り陰に戦争の準備」を行うとともに「鉄道経営の中に種々なる手段を講ずる」という積極的満洲経営論を唱え、伊藤らと対立した。伊藤は関東州租借地の清国への返還と軍政の早期廃止方針を唱え、山縣ら陸軍関係者は誰も児玉を擁護しなかったので、伊藤の主張が通って軍政廃止が決定した。これにより英米の警戒心は解かれたが、実際には軍政は目的を達成しており、英米商人の力は衰え、満洲は日本の市場と化していった。

### 「満洲経営」をめぐる意見対立

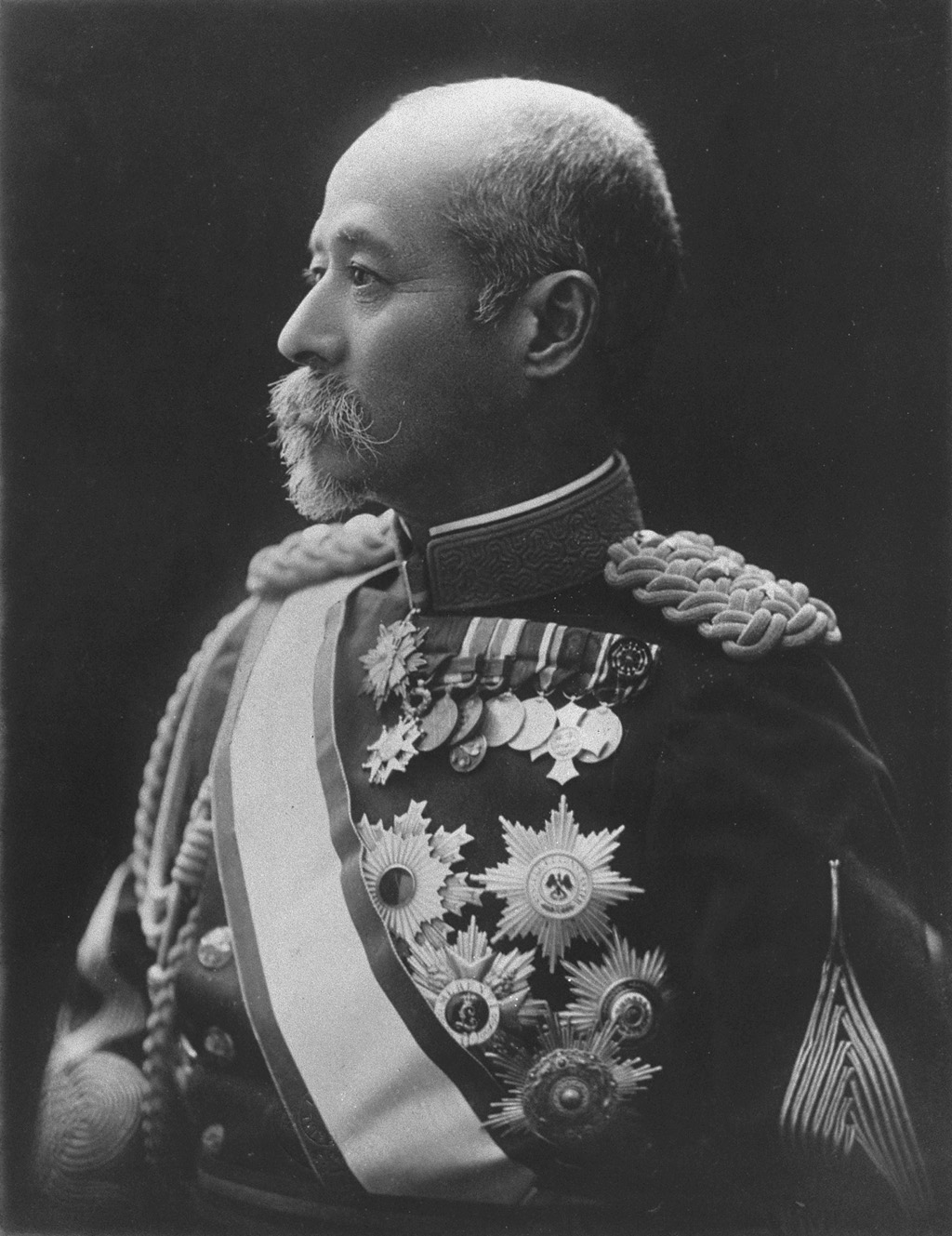
児玉源太郎

日露戦後の「大陸経営」については、日露戦争の功労によって声望が高まり、首相待望論さえ出ていた児玉源太郎と元老の伊藤博文や井上馨とのあいだで見解が相違し、上記の満洲問題協議会での伊藤・児玉論争はその端的な現れであった。協議会の席で児玉は満洲経営機関を中央に設置すべきことを主張したが、伊藤はそれに対し、満洲はまぎれもなき清国領土であり、そこに「植民地経営」など展開する余地はないとの反対論を唱えた。また、伊藤が韓国への日本人の入植にはほとんど関心を払わなかったのに対し、児玉は平壌以北への日本人の入植事業を検討しており、当時、児玉の幕下にあった新渡戸稲造はドイツ帝国における内国植民政策、すなわち、西プロイセンやポーゼンなどドイツ領ポーランド（いわゆる後の「ポーランド回廊」）へのドイツ系移民の導入を通じたドイツ化政策を参考にしてはどうかという意見を伊藤・児玉双方に建策した。
伊藤や井上は、日米合弁の「満韓鉄道株式会社」を設立して韓国における鉄道経営をも事実上アメリカ側に譲渡しようとしており、南満洲鉄道会社の設立にあたっても、満鉄は文字通りの鉄道経営に限定すべきとの見解（小満鉄主義）に立脚していた。井上は満鉄の清国への返還さえ考えており、それに備えて株主に対する損失補填のための積立金の計上を検討していた。一方、児玉源太郎とその台湾での部下である後藤新平は、満鉄はたんなる鉄道会社ではなく、満鉄付属地での徴税権や行政権をも担う一大植民会社たるべきだとの見解（満鉄中心主義）を標榜しており、彼らはイギリス東インド会社を範とした満洲経営を進めるべきだとの論に立っていた。
両者の懸隔は大きいが、出先陸軍権力の統制の必要性は伊藤も熟知するところであり、児玉・後藤のコンビが達成した、下関条約による領有開始後10年にして本国からの補充金なしで運営可能となった台湾財政独立の実績は、政府内外から高く評価されたこともあって、伊藤らの小満鉄主義は力を失った。

### 満鉄設立委員
1906年7月13日、第1次西園寺内閣は、児玉源太郎を設立委員長とする80名におよぶ満鉄設立委員を任命した。この委員のなかには京釜鉄道会社の設立にもかかわった渋沢栄一、竹内綱といった財界人、のちに満鉄総裁となる仙石貢や野戦鉄道提理だった武内徹といった技術者、外務省からは山座円次郎政務局長、石井菊次郎通商局長、ほかに大蔵省、逓信省など関係省庁の官僚さらに軍部首脳もふくまれていた。こうした顔ぶれは、純粋な民間企業というよりは国策会社としての性格の濃いものであったことを示している。

### 南満洲鉄道の設立

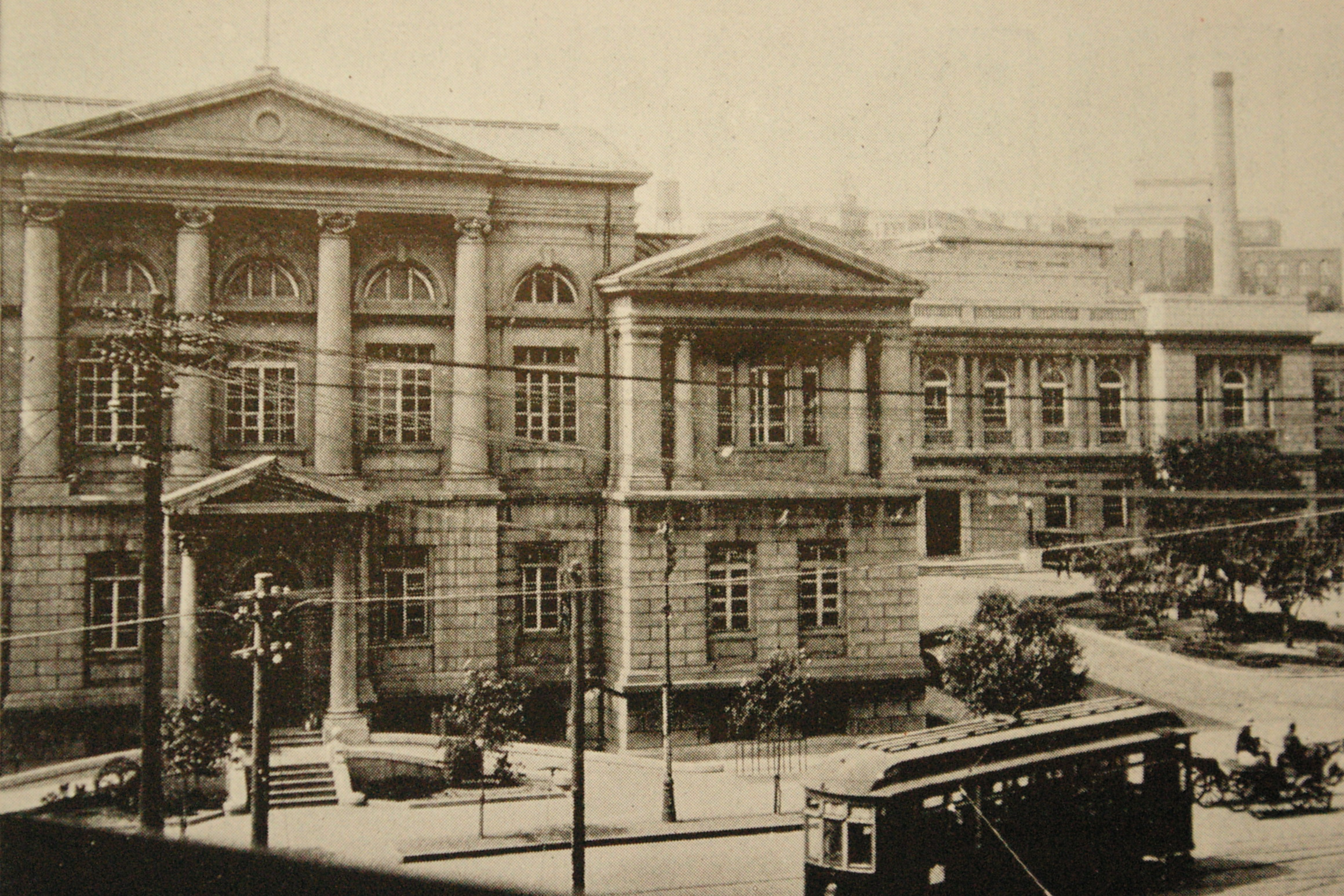
大連の南満洲鉄道本社

1906年11月、ロシアより委譲された東清鉄道の長春・旅順線（南満洲支線）の経営に当たる南満洲鉄道株式会社が半官半民によって設立され、初代総裁には台湾総督府民政長官だった後藤新平が任じられた。資本金は2億円であった。しかし、政府は日露戦争の戦費の処理と軍拡財源の捻出に苦しんでおり、巨額の資金を出すことはできなかった。
政府は、1億円をロシアから引き継いだ鉄道とその附属財源および撫順炭田・煙台炭田などの現物出資となった。残りの1億円は、日清両国の出資とされたが、満鉄設立を不当とする清国は参加せず、民間からの投資は日本での株式募集が2000万円、のこり8000万円は外資による社債で賄うこととした。当時の日本人が満鉄に寄せた期待は大きく、第1回株式募集では99,000株の募集に対して1億株余りの応募が殺到し、倍率は1,000倍を超えた。一方、外債募集は、1907年から1908年にかけて3回にわたり、もっぱらイギリス市場に求められた。イギリスで調達したのは600万ポンド（約6000万円）であり、フランス市場ではフランス政府の支援があったにもかかわらず、条件が合わずに外債募集は不成立に終わった。
政府による事業資金は日本興業銀行から社債などのかたちで投資され、南満洲鉄道への投資は同銀行の対外投資総額の約7割を占めていた。ところが実は、興業銀行関係対外投資の74パーセントが輸入外資に頼っており、その主たる資金調達先は英米両国であった。その点では英米金融資本への従属が生じており、一見「資本輸入による資本輸出」というべき逆説的な状況がみられる。
一方、清国は満洲善後条約で日本が獲得した利権の無力化を図って行動したため、日清間では次々と紛争が生じた。具体的には、
1. 清国側が新奉鉄道（新民屯 - 奉天）の奉天停車場を奉天城付近に移し、途中で満鉄線を横断する計画を満鉄に打診したが、日本は貨物の流通ルートが変わり、満鉄が打撃を受けるとしてこれを拒否した件
2. アメリカの奉天総領事ウィラード・ディッカーマン・ストレイトが奉天巡撫の唐紹儀を促してイギリスのポーリング商会と新法鉄道（新民屯 - 法庫県）の工事請負契約を結んだことに対し、日本側が抗議した件
3. 撤去予定の大石橋市・営口間鉄道について、貿易港である営口と満鉄の連絡線として重要であるため、清側にその存続を認めさせる件
4. 日本が経営していた撫順・煙台の炭坑の権利が不明確であるとして、経営をつづけるために権利を確固としたものに改める件
5. 安奉鉄道沿線の鉱山採掘について日清両国人の合同事業とする件

などであった。この件は第1次西園寺内閣においては解決をみず、第2次桂内閣へと持ち越された。

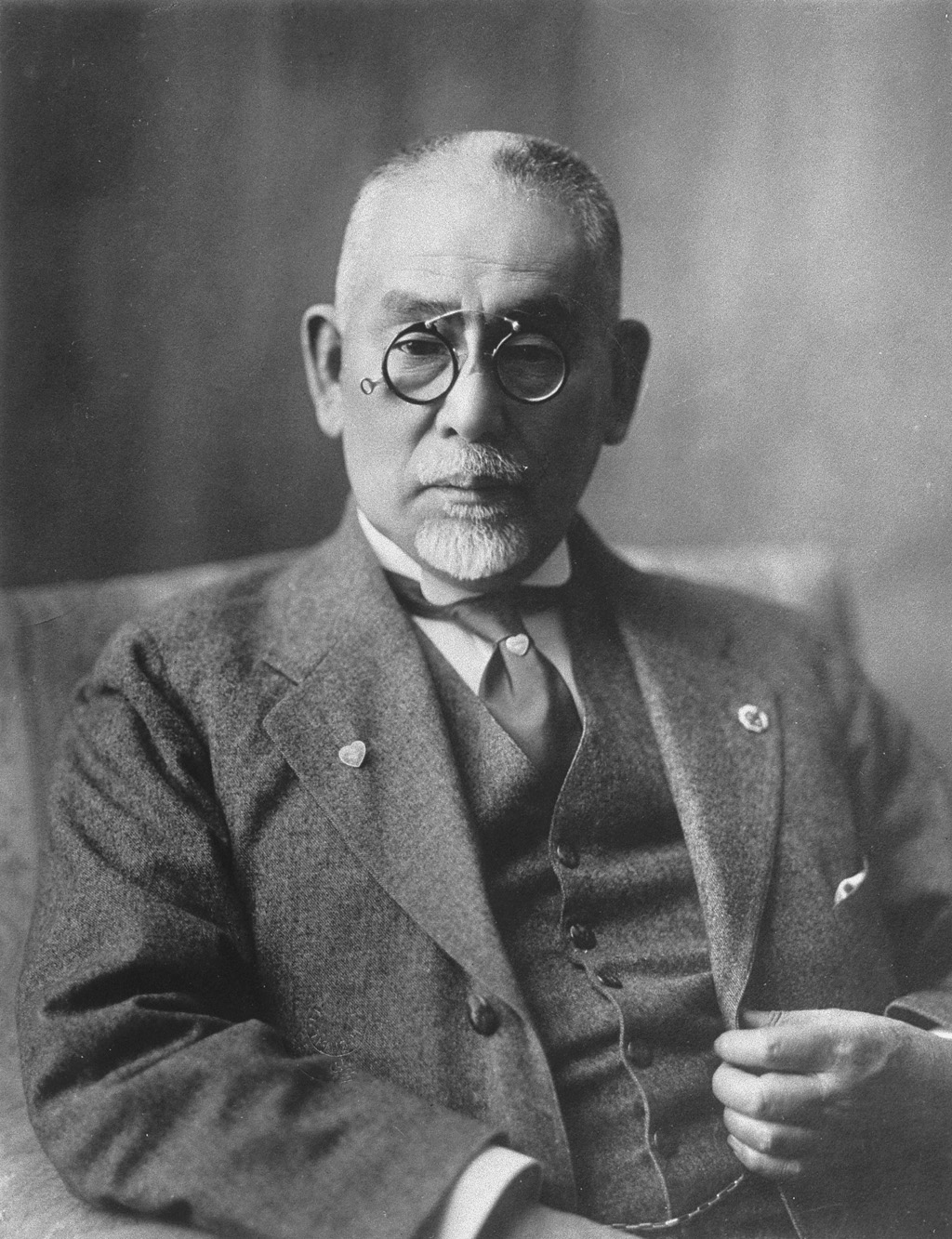
後藤新平

後藤新平を満鉄総裁に推挙したのは、台湾総督在任のまま満洲軍総参謀長（1906年4月11日より陸軍参謀総長）となった児玉源太郎であった。後藤は、当初満鉄総裁就任を固辞していたが、後藤にとっては恩人であった児玉が1906年7月に急逝したので、これを天命と考え、児玉の遺志を引き継ぐ決心をして総裁職を引き受けたといわれる。後藤は台湾経営での辣腕ぶりが評価され、低コストでの満洲経営を山縣・伊藤らの元老や立憲政友会（西園寺公望、原敬ら）といった人びとからも期待された。日露戦争後の満洲は、いわゆる「三頭政治」（関東都督府、奉天総領事館、南満洲鉄道）と称される状況のもとで経営の主導権が争われていたが、日本の領土ではない純然たる清国主権のもとで植民地経営をおこなおうとすることにそもそもの要因があった。後藤には「三頭政治」の解消と「自営自立」の実現が期待されたのである。総裁となった後藤は、さっそく積極的な経営を展開し、部下の中村是公とともに、戦争中に狭軌に直したレールの改築をともなう満鉄全線の国際標準軌化や大連・奉天間の複線工事、撫順線と安奉線の改築工事を急ピッチで進める一方、あわせて、撫順炭坑の拡張、大連港の拡張と上海航路の開設、鉄道附属地内各都市の社会資本整備などを強力に推し進めた。
こうして、満鉄は国策を遂行する株式会社に位置づけられ、その機軸においては「文飾的武備」が唱えられた。すなわち、満鉄は単なる鉄道会社ではなく、満洲の地で教育、衛生、学術など広義の文化的諸施設を駆使して植民地統治をおこない、緊急の事態には武断的行動を援助する便を講じることができるということを方針としたのであり、このようなことから創業当初から満鉄調査部が組織され、調査活動が重視されたのであった。

## 協定破棄に関する歴史的評価
小村による予備協定破棄については、満洲南部における日本の拠点を守った「英断」であったという見解もあれば、歴史的な「愚挙」であったという見解もある。
上述の本多熊太郎などは当然、前者の立場に立っている。また、太平洋戦争開戦直後の大川周明は『米英東亜侵略史』（1941年12月16日「鉄道王ハリマン」）のなかで、以下のように述べている。
「大東亜戦争」のイデオローグであった大川の分析は、ハリマン提案が当時の日本の弱みにつけ込んだものであり、また、単にハリマンの個人的な思いつきではなく、国策としてアメリカが自国の利権を拡大しようとしたものだったという前提に立っており、それを首相に白紙撤回させた小村の手腕は見事だというものであった。今日でも、桂・ハリマン協定が実現していたら満洲はアメリカの勢力圏に入っただろうという歴史学者の観測がある。なお、外務省編纂『小村外交史』（1953年）においては「奮然同案を打破するに至つた冥冥の努力に至つては、なお説いて尽くさゞるの感がある」として、小村の行為を肯定ないし顕彰する立場に立っている（ただし、同書はハリマン提案がアメリカの国策であったという見方には必ずしも立っていない）。
それに対し、小村の行為は長期的ないし巨視的にみればアメリカとの対立を促進する要因となったのであり、長い目でみれば「愚挙」に属したのではないかとする見解がある。たとえば、東條英機の側近であった鈴木貞一は、戦後、以下のように述べている。
同様の見解は既に昭和初期にもあり、国際問題評論家であった稲原勝治は1927年（昭和2年）発行の『外交読本』において、ハリマン提案は「厄介なこと」に「ハリマンの計画であって、同時にハリマンを通して現れた米国そのものゝ計画」であり、言い換えれば「米国西漸の一個の表現」であるとし、満洲問題での日本の一人勝ちの状態について「米國の日本を憎むこと甚だしく、日米戦争が何時如何なる導火線によりて、點火せられるかもしれぬとさへ氣遣われる、切羽詰まつた状態となつた」と説明している。
ハリマン提案の拒否が、日米戦争の遠因のひとつになったのではないかという見解が、評論家の岡崎久彦や現代史の北村稔などから示されている。外交評論家の岡崎は、1906年にハリマンが高橋是清に対し「いまから十年のうちに」米国との共同経営をしなかったことを悔いるだろうと述べたことを踏まえ、「それが十年後ではなく、三十年後日本のツキが落ちたあと、第二次大戦となって実現されるのである。いまとなってみれば、日本としては、ハリマン提案を受諾しておくことが正解であり、小村の術策は、国の大きな運命を誤ったというべきであろう」と論じている。また、北村稔は「日露戦争後に日本が獲得した満州での権益は、中国との確執だけでなくアメリカとの対立を引き起こし、日中戦争から太平洋戦争に向かう日本の方向に決定的な影響を与えた」と述べている。こうした論を敷衍していけば、このときアメリカを引き入れて満洲の地を共同管理に持っていけば、満洲をめぐる日米対立もなく、その後の河本大作による満洲某重大事件や満洲事変もなく、したがって太平洋戦争も避けられたに違いないということになる。
こうした意見に対し、ハリマン協定の撤回を1941年の太平洋戦争に結びつけるのは、いささか単純で一面的にすぎるのではないかという見解が、日本近代史・政治外交史の片山慶隆より示されている。すなわち、日米共同で満洲経営にあたるようになっても、別の理由で両国が対立することもありうるのであり、日本が死活的な利害関係を有すると見なしている韓国の隣接地にアメリカが介入してくることは、当時としては、逆に日米衝突を早める可能性さえあったという指摘である。しかもハリマンは、韓国の鉄道経営にも積極的に参与する野心を持っていたのであるから、早晩、衝突は避けられなかった可能性がある。また、小村寿太郎その人も、外国からの過度の干渉には否定的であっても、モルガン系企業などからの満洲への外資導入は認めていた。小村外交は確かに帝国主義的という点で一貫していたが、ハリマン協定破棄問題で小村を批判し、数十年後に起きた日米開戦と結びつけるのは短絡的なのではないかという見方を片山は示しているのである。

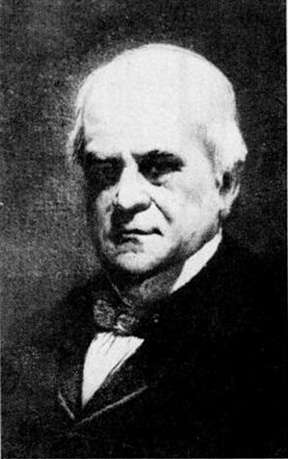
ジョン・モルガン

「英断」か「歴史的愚挙」かという議論については以上の通りであるが、その多くがハリマン提案が当時のアメリカの国策を反映したものであったという前提に立っている。しかし、既述のとおり、小村がハリマンとの協定を破棄した理由が「小村の裏にはハリマンと敵対したJ・P・モルガンなどのニューヨークの銀行家の支持があったから」という理解に立てば、アメリカの国策とは直接関係がなかったこととなり、政治学者で歴史学者の信夫清三郎も既に1948年の著作のなかでそのことを指摘している。また、上述『小村外交史』（外務省編纂）でも、金子堅太郎の努力により、南満州鉄道の運営資金の目処が立ったことが小村の協定反対の理由であるとしている。
東洋史学者の波多野善大は、1957年の『日本外交史研究』において、セオドア・ルーズベルトが日比谷焼打事件などにうかがえる日本国民のポーツマス条約に対する反発が自分自身にも及ぶことを懸念して、日本が唯一得た利権にアメリカ人が手を出すのを封じようとして一族のモンゴメリー・ルーズベルトにひそかに打たせた手であった可能性もあるとしている。
小林道彦（日本政治外交史）は、桂・ハリマン協定の破棄は従来説のように満州問題をめぐる日米対立の顕在化とみるべきではなく、融資の調達先をクーン・ローブ商会からより有利な条件を引き出せるモルガン商会へと切り替える計画が、同協定破棄の背後にあったとしている。すなわち小林は、小村がハリマン＝クーン・ローブ連合とモルガン商会との米国内における対立を利用して事を有利に進めたという見解に立っており、1923年の関東大震災を契機にアメリカの対日投資の主役はクーン・ローブ商会からモルガン商会へと決定的に移行している事実を重視し、桂・ハリマン協定の破棄はその最初の現れであったにすぎないと論じているのである。
佐々木隆（日本近代史）は、1つの大洋に2つの海洋大国が長期的に共存しえた例はないことから、日米衝突は遅かれ早かれ訪れる事態であって、この件で確実に言えるのは日本が南満洲に深く関わるようになり、大陸国家的要素を強めたことであったろうとしている。オレンジ計画（上述）の立てられた1907年前後の日本の海軍力はアメリカの半分弱にすぎず、太平洋全域を管制する能力に欠けていたし、そもそもその意志もなかった。19世紀段階の科学技術では日米ともに広大な太平洋を一円的に管制することは不可能だったのであり、両国とも外洋海軍国というよりは沿岸海洋国にとどまっていた。1908年10月、世界周遊中のアメリカ艦隊が「親善訪問」の名目で横浜に来航するが、これは海軍力の運用能力の実地検証を兼ねており、アメリカはこれより外洋海軍の運用を開始していく。およそ海洋国家は1つの大洋を一円的に管制しなければ、自国の通商を保護し、かつ、成長をつづけることができないというのが、日米衝突不可避論の根拠である。
佐々木はまた、日米の外交確執の起点を、ハリマン協定を含む日露戦争後の満洲経営問題、あるいはカルフォルニアを中心とする排日移民法などに求めることの多かった通説に対し、従来、あまりふれられることの少なかった1898年のハワイ併合の重要性を指摘している。これは、ハリマン提案の拒否を過度に重視するのではなく、ロシア海軍の壊滅によって北太平洋西部のシ―パワー構造が単純化したために、日米の相克がみえやすくなった側面に着目する必要があることを示唆している。

## 協定破棄後の日米関係
上でも少しふれたように、かつてはハリマン協定の廃棄をもって「満洲をめぐる日米対立の序幕（ないし顕在化）」とする見方が通説となっており、少なくとも協定破棄をもって「日米蜜月時代の終焉」とする見解もあった。『戦史叢書 大本営陸軍部〈１〉』においても、この破棄により「日米の間は急に冷却した」と記されている。以下、参考までにハリマン協定破棄後の日米関係の推移について若干ふれておく。
ハワイ併合ののち、ハワイからアメリカの太平洋岸へ渡航する日本人移民が激増し、それにともない日系移民排斥運動が激増した。日本海海戦で日本が勝利した約2週間前の1905年5月14日、サンフランシスコ市で67の労働組合によりアジア人排斥同盟が結成された。1906年10月にはサンフランシスコで白人労働者層の圧力で日本人学童を市内の公立学校から排除して東洋人学校へと隔離する決議を採択した。この年の4月に起こったサンフランシスコ地震で教室が足りなくなったというのが、表向きの理由であったが、青木周蔵駐米大使は日米通商航海条約における両国民保護に違背しているとして、これに抗議した。

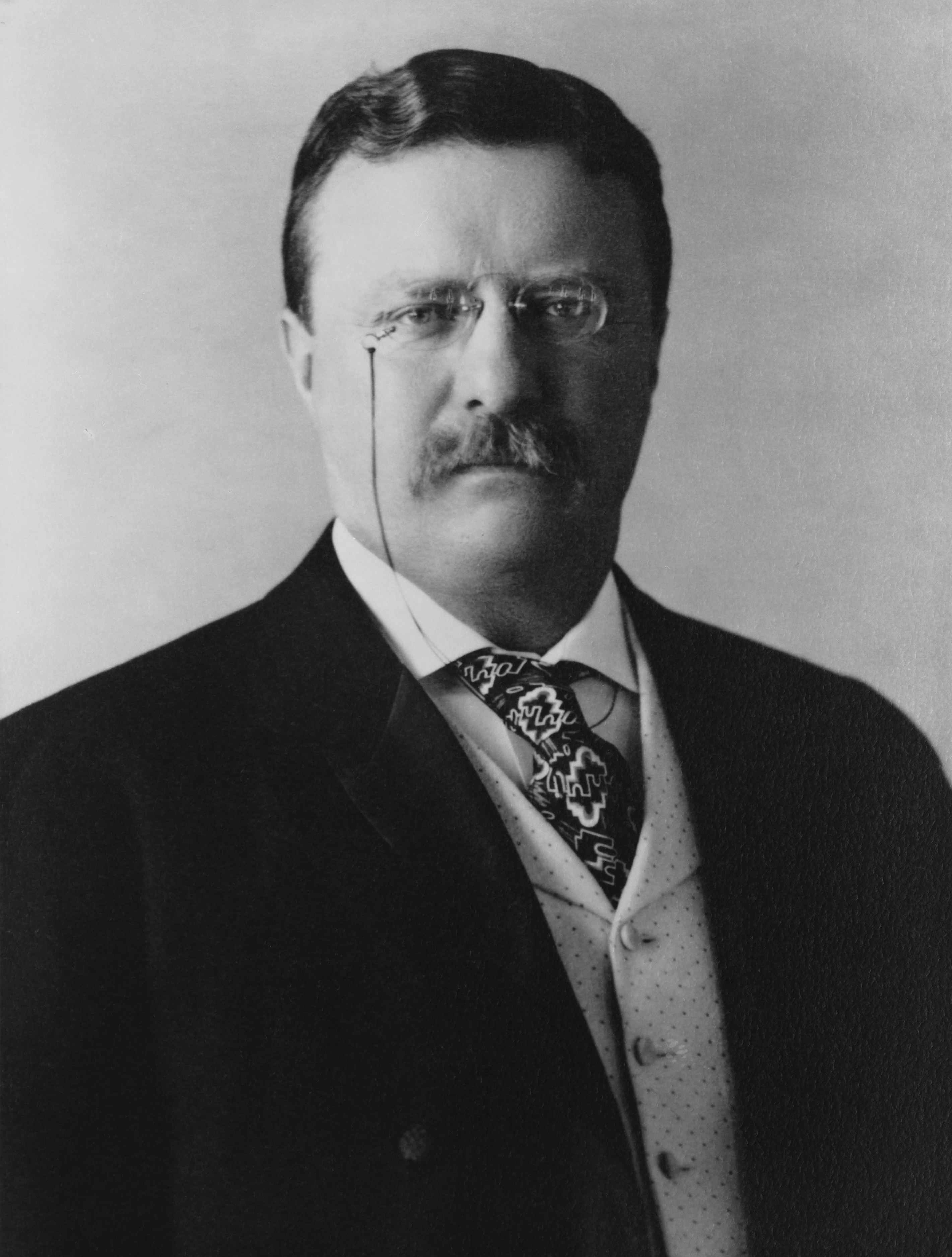
セオドア・ルーズベルト

親日家大統領として知られたセオドア・ルーズベルトは、ユージン・ヘイル上院議員にあてた同年10月26日付の私信には、日露戦争後に激化したカリフォルニア州を中心としたアメリカ西海岸での反日運動を危惧しながら、
と記している。
12月、事態を憂慮した大統領は警告の教書を発したためサンフランシスコ市も軟化し、1907年3月、日本人移民のハワイからアメリカ本土への渡航が禁じられるとカリフォルニアでの排日運動は沈静化して日本人学童隔離命令も撤廃された。しかし、今度は日系移民がカナダ西海岸を目指すようになったため、日英関係が悪化して同盟が揺らぎかねない事態となった。結局、1907年11月に日米両国が日米紳士協約を結び、実際は日本側がアメリカへの新規移民の自主規制をおこなうことで事態を収拾させた。
また、日露戦争後のアメリカでは海軍を中心に日本脅威論が持ち上がり、一部には日本はハワイをアメリカから奪い、さらにカリフォルニアなど西海岸を窺うのではないかとの憶測が生じ、1907年にはアメリカ領だったフィリピンを固守するために西太平洋へと攻め込んで日本海軍を撃破する「オレンジ計画」の研究が始動した。本計画は、大艦隊をフィリピン海方面に投入して日本海軍に決戦を挑み、日本本土を海上封鎖させることを眼目としていた。ルーズベルト退陣間際の1908年11月、日米両国は高平・ルート協定を結び、清国の独立および領土保全、自由貿易及び商業上の機会均等、アメリカによるハワイ併合とフィリピンに対する管理権、満洲における日本の地位を相互に承認して日米関係を調整したが、これは暗黙のうちに、アメリカは日本の韓国併合と満洲南部の勢力圏化を承認し、日本はカリフォルニアへの移民制限の継続を含むものであった。
1909年、アメリカでは、2期大統領を務めたルーズベルトに代わって、同じ共和党のウィリアム・タフトが大統領に就任し、従来とは異なり、「ドル外交」と呼ばれるアメリカの経済力を背景とする対外政策に転換した。タフト政権の国務長官フィランダー・ノックスは、1909年11月と12月、ヨーロッパ諸国と日本に対し、「満洲鉄道中立化案」を提案した。それは、満洲の鉄道を列強が買収して共同管理するか、満鉄並行線となる錦州・璦琿間鉄道の建設を支持するか、いずれかを求めるというもので、英・露・仏・独の各国に打診されたのち、日本には12月20日、トーマス・オブライエン駐日大使を通じて伝えられた。
第2次桂内閣の小村外相はこれにも反対の立場をとり、1910年1月18日、小村主導でノックス中立化案拒否の閣議決定がなされた。1月21日には日露共同で拒否通告を発し、英仏両国もそれぞれの同盟国にならって反対を表明したのでアメリカの試みは失敗に帰した。これを機に、日本にはロシアおよびフランスとの親密化がもたらされた。1909年12月24日、小村はロシア駐日大使に対し、日露協約を一歩進めるべきと提案したのに対し、ロシアのアレクサンドル・イズヴォリスキー外相も賛意を示し、3月2日、閣議決定を経て新協約交渉が始まった。交渉は順調に進み、1910年7月4日、サンクトペテルブルクで第二次日露協約が成立した。日本陸軍の最大の仮想敵は依然としてロシアであったが、日本海軍の仮想敵はアメリカと説明されることが多くなった。
とはいえ、こうした動きは必ずしも日米関係の悪化をただちに意味するわけではなく、小村はその後アメリカとの関係調整に意を用いた。ノックスもまた、これ以上の日米関係の悪化を怖れて日本の意向を以前よりも考慮するようになった。日米両国は1910年10月19日より日米通商航海条約改定交渉を進め、1911年2月21日には新条約が調印されて、関税自主権の完全回復がなされ、幕末以来、日本人にとって悲願であった条約改正が達成された。1911年はまた、アメリカが日本に対し、総括的仲裁裁判条約を提議した年でもあった。日米両国は、1914年に起こった第一次世界大戦では同じ連合国の陣営に立って参戦したのである。